# Bahnhof Freital-Hainsberg
Der Bahnhof Freital-Hainsberg (bis 1921 Hainsberg) ist eine Betriebsstelle der Bahnstrecke Dresden–Werdau auf dem Gebiet des Ortsteiles Hainsberg der Gemeinde Freital. Außerdem zweigt von hier die Weißeritztalbahn nach Kipsdorf ab.

## Geschichte

### Name
Die Station trug in ihrer Geschichte bereits vier unterschiedliche Namen, im Einzelnen waren dies:
- bis 12. Januar 1918: Hainsberg
- bis 12. Dezember 1933: Hainsberg (Sa)
- bis 29. September 1965: Hainsberg (Sachs)
- seit 29. September 1965: Freital-Hainsberg

### Betrieb

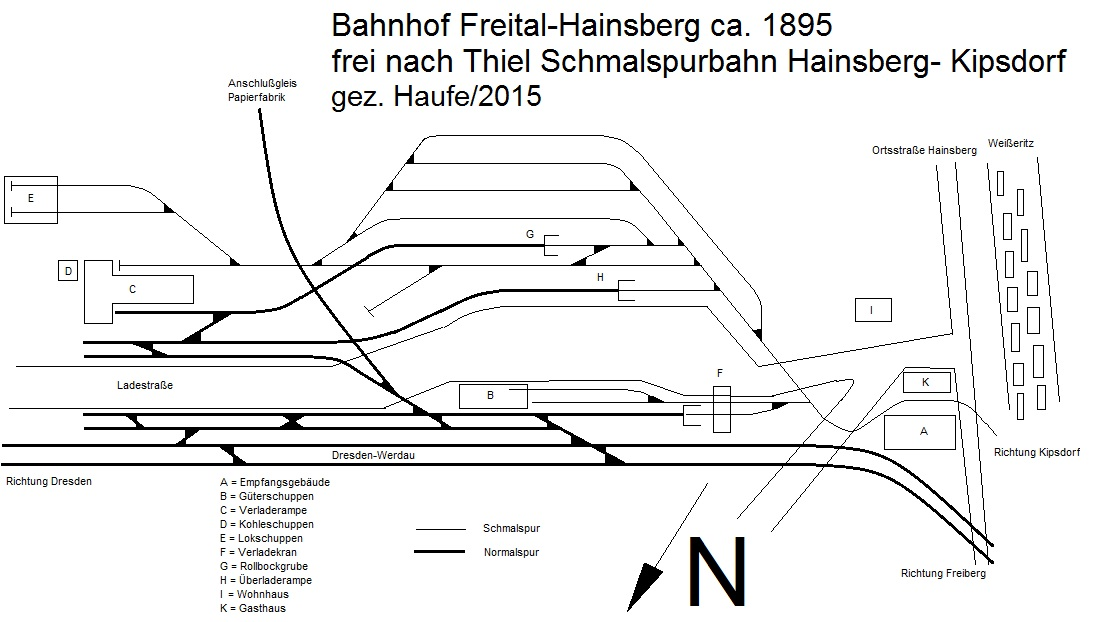
Gleisplan des Bahnhofes Hainsberg aus dem Jahr 1895

Die Gleisanlagen des Bahnhofs Hainsberg aus der Eröffnungszeit der Bahnstrecke Dresden–Werdau sind nicht bekannt. 1874 bekam der Bahnhof sein erstes Empfangsgebäude. Bedeutenderer Bahnhof im heutigen Gebiet von Freital war damals der Bahnhof Potschappel, der die meisten Anschlüsse zu den in Freital vorhandenen Kohlegruben hatte. Erst die Eröffnung der Weißeritztalbahn 1883 brachte eine bedeutende Vergrößerung der Transportleistungen im Bahnhof. Die Gleisanlagen wurden erweitert und umfassten sieben Normalspur- und vier Schmalspurgleise. Die Gleisanlagen waren noch ebenerdig ausgeführt. Ein vierständiger Lokschuppen der Schmalspurbahn lag im östlichen Bahnhofsfeld. Einen Lokschuppen der Normalspurbahn hatte der Bahnhof nie.
An den Übergabebereich für Güter zwischen Normalspur und Schmalspur führten die Normalspuranlagen von Osten, die Schmalspuranlagen von Westen heran. Das Empfangsgebäude befand sich ungefähr an der Stelle des ehemaligen Befehlsstellwerk, was den Nachteil mitbrachte, dass die Fahrgäste zu den Zügen erst die Gleise überqueren mussten. Als weitere Hochbauten umfasste der Bahnhof damals einen noch kleinen Güterschuppen, eine Ladestraße, einen vierständigen Lokschuppen für die Schmalspurbahn mit den Behandlungsanlagen, eine Rollbockgrube sowie eine Verladerampe für Schmalspurfahrzeuge auf Normalspurfahrzeuge. 
An der Lage des Anschlusses der Papierfabrik ist erkennbar, dass der Bahnhof weiter in Richtung Backofenfelsen lag.

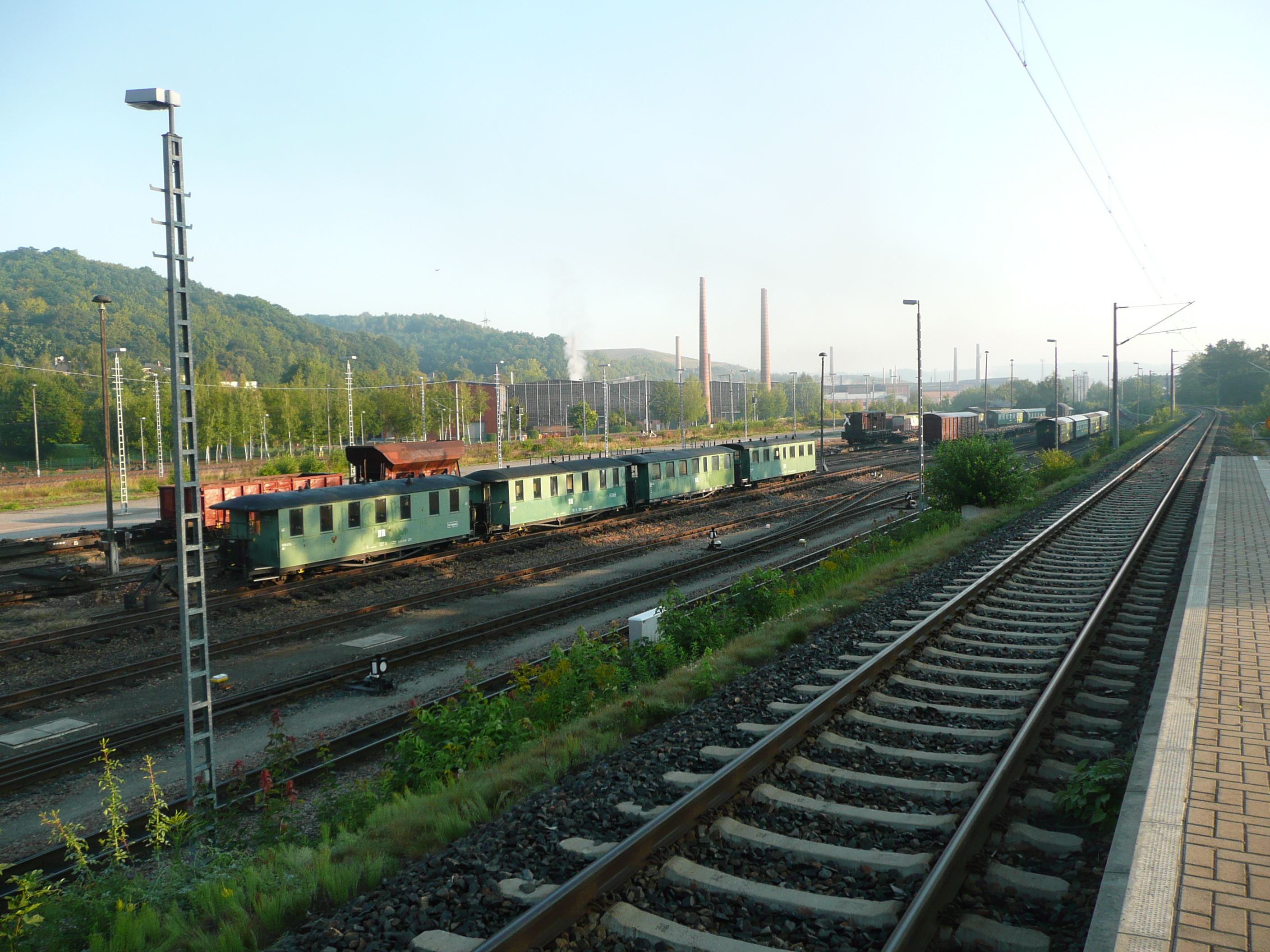
Gleisanlagen des Bahnhofes Hainsberg nach dem Umbau 1910, Blickrichtung Dresden

Die Zuname des Bahnverkehrs auf den Haupt- und Nebenstrecken machte sich im Bahnhof Hainsberg bemerkbar. Zur Entflechtung des Verkehrs wurden die Gleise im Raum Freital hochgelegt, wodurch sich das Gleisbild im Bahnhof stark änderte. Die Normalspurgleise wurden viergleisig ausgebaut, die Güterzuggleise wurden von den Personenzuggleisen getrennt. Insgesamt verschob sich der Bahnhofsbereich weiter nach Osten. Als Empfangsgebäude wurde 1904 ein neues Gebäude an der Südseite des Bahnhofes errichtet. Das alte Gebäude wurde daraufhin gemeinsam mit dem alten Schmalspurlokschuppen bis 1905 abgerissen. Zwischen den Güterzuggleisen und den nochmals höher liegenden Personenzuggleisen befanden sich die Schmalspurgleise auf dem Niveau der Güterzuggleise. Der Zugang zu ihnen wurde durch einen Tunnel ermöglicht. So mussten keine Gleisanlagen überquert werden. Der 300 Meter lange Zwischenbahnsteig zwischen den Personenzugleisen der Normalspurbahn mit einer Nutzlänge von 500 Meter lässt auf eine damals stattliche Zuglänge schließen. Für den Gepäcktransport ging ein eigener Tunnel vom Empfangsgebäude zu den Bahnsteiggleisen mit ein Gepäckaufzug. Zwischen dem Nord- und dem Südteil des Bahnhofes entstanden zwei Personentunnel. Mit dem Gleisumbau verschwanden die niveaugleichen Straßenübergänge zu der Bahnstrecke Dresden–Werdau und der Weißeritztalbahn, der Güterschuppen wurde neu gebaut, die Ladestraße verlegt und Stellwerke für die Bahnhofssteuerung gebaut. Insgesamt hatte der Bahnhof 13 Normalspurgleise und mit den Gleisen zum Lokschuppen neun Schmalspurgleise. Die Schmalspuranlagen wurden völlig umgestaltet. Der Lokschuppen erhielt seinen Platz an der Westseite des Bahnhofes neben dem Verbindungsgleis zu der Papierfabrik. Ursprünglich war er ebenfalls vierständig, 1932 verfügte er über drei Gleise und sechs Stände. Auf der Ostseite des Bahnhofes waren die Anlagen zum Güterumschlag für die Normalspur, wie Rollbockgrube oder Umladehalle vorhanden. Mit dem Bahnhofsumbau wurde eine Verbindungsmöglichkeit der Weißeritztalbahn mit der Schmalspurbahn Freital-Potschappel–Nossen zum Austausch von Betriebsmitteln über die Potschappel-Hainsberger Verbindungsbahn geschaffen.
Seit dem Bahnhofsumbau bestand Gleisanschluss zu den Freitaler Stahlwerken. Für die Schmalspurgleise waren die Gleisanlagen etwas zu knapp bemessen, sodass einige Betriebsmittel im damaligen Bahnhof Freital Coßmannsdorf abgestellt werden mussten. 1918 erhielt der Bahnhofsname den Zusatz Sachs. In den 1930er Jahren erhielt der Bahnhof einen Kleinlokschuppen.

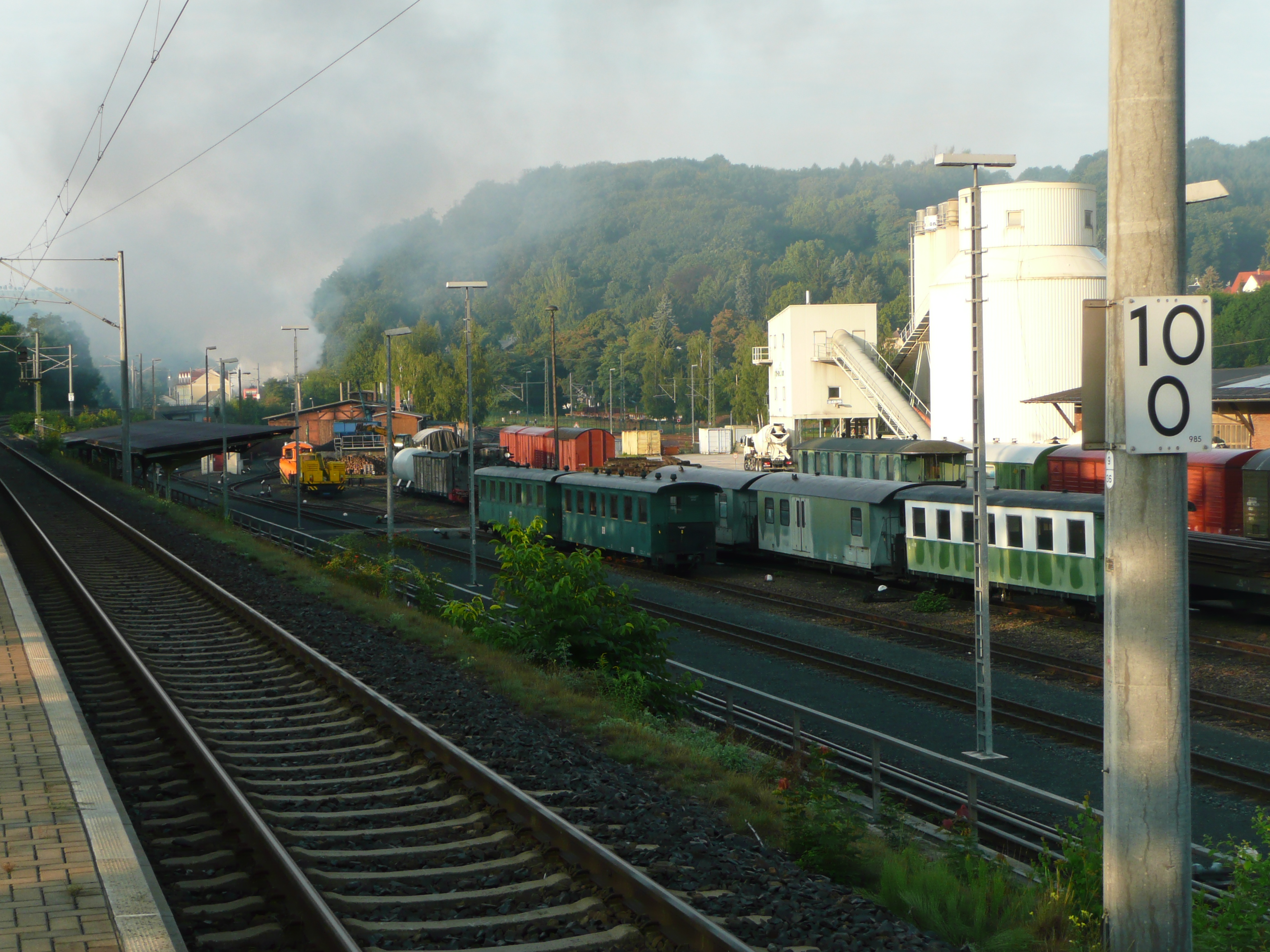
Gleisanlagen des Bahnhofes Hainsberg nach dem Umbau 1910, Blickrichtung Tharandt

Offenbar nach 1945 in Folge von Reparationen nach dem Zweiten Weltkrieg wurde ein etwa 600 Meter langes Normalspur-Güterzuggleis abgebaut. Da sich der Güterverkehr auf der Schmalspurbahn in den 1960er Jahren reduzierte, wurden eine Langholzumladerampe, eine Umladebühne und eine offene Umladehalle stillgelegt und abgerissen. Auf der Normalspurbahn wurde der Stückgutverkehr zu der Zeit nach dem Bahnhof Freital-Potschappel abgegeben, deshalb wurde der Güterschuppen danach anderweitig benutzt. 1964 wurde die bahnamtliche Bezeichnung des Bahnhofes in Freital-Hainsberg umgeändert. Ende der 1970er Jahre war der Güterverkehr im Bahnhof Freital-Hainsberg noch so groß, dass eine eigens hier stationierte Lok V 60 ausgelastet war. Besonders die Bereitstellung von Wagenladungen für das Edelstahlwerk Freital und die Bereitstellung von Wagenladungen für die Schmalspurbahn sorgten für Auslastung. Das Gleis zu der Papierfabrik, dass auf alten Gleisplänen ersichtlich ist, existiert heute nicht mehr.
Nach 1989 ist der Güterverkehr im Bahnhof erheblich zurückgegangen, sodass heute für die gelegentlich anfallenden Arbeiten eine Kleinlokomotive ausreicht. Von 2003 an werden die Bahnanlagen von einem ESTW gesteuert. Die mechanischen Stellwerke wurden daraufhin 2003 aufgelassen und 2006 abgerissen. Die Schmalspurbahn besitzt heute als Ein- und Ausfahrsignale Lichtsignale. Am Bahnhofsvorplatz wurden eine Bushaltestelle und Fahrradstellplätze eingerichtet.

## Bahnhofsbereiche

### Güterbahnhof

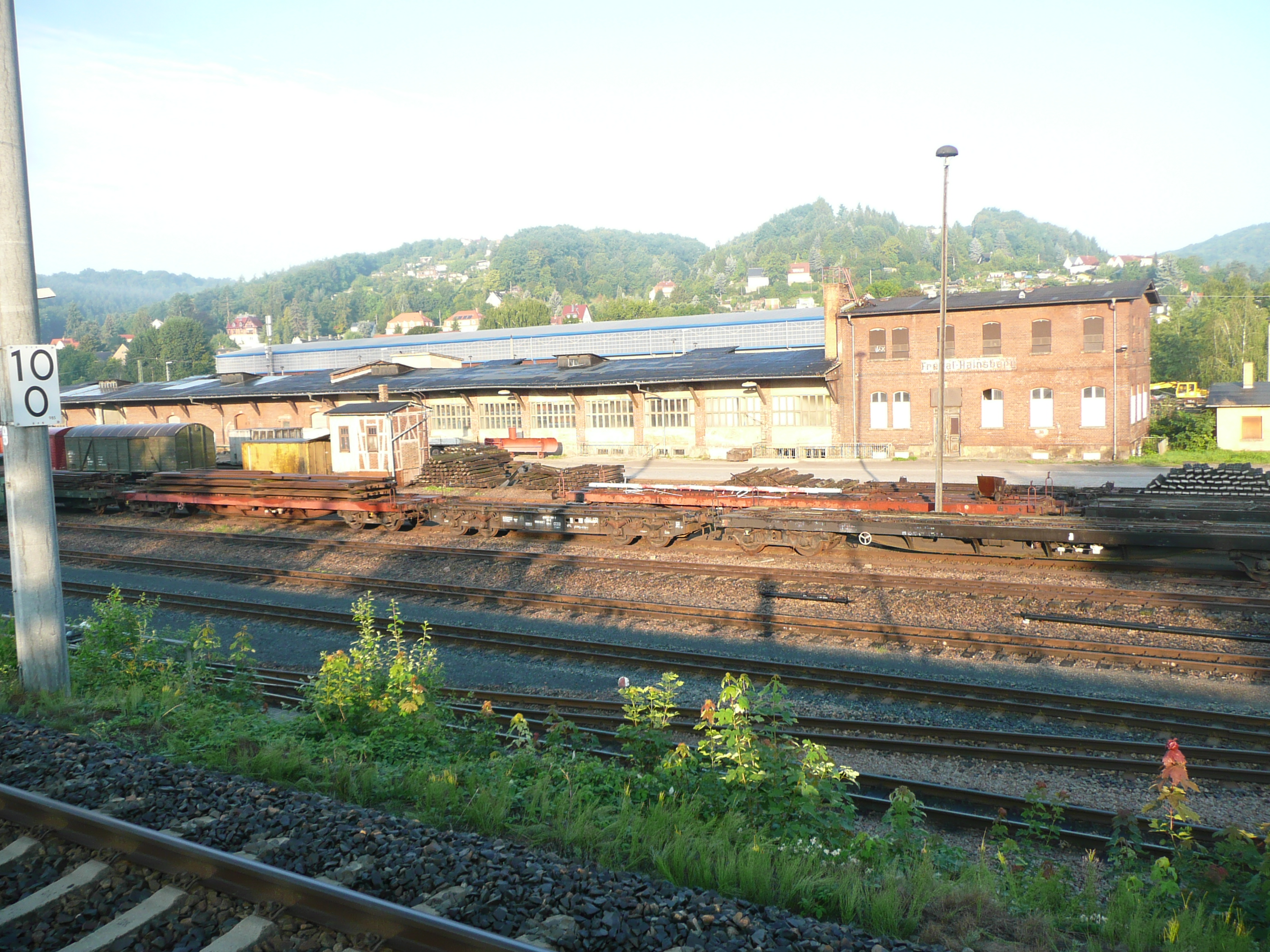
Güterschuppen des Bahnhofes Hainsberg nach dem Umbau 1910

Ursprünglich bestand der Güterbereich des Bahnhofes aus lediglich zwei Gleisen neben der Ladestraße und zwei Gleisen für den Übergabebereich zur Schmalspurbahn. Erst nach der Umgestaltung des Bahnhofes bekam der Güterbereich die Bedeutung, die heute noch auszumachen ist. Im Bereich der größten Ausdehnung umfasste er elf Gleise vor der Ladestraße und vier dahinter für den Übergabebereich. Dazu kamen die Anschlüsse zur Papierfabrik und den Stahlwerken. Von diesen Gleisen sind noch fünf vor der Ladestraße zu sehen, wobei berücksichtigt werden muss, dass die Zementabfüllanlage Platz von einigen ehemaligen Gleisen in Anspruch nimmt. Einige ehemalige Gleise auf der Nordseite des Bahnhofes werden von den Stahlwerken zu einer Wagenbildungsgruppe verwendet und sind mit einem Zaun versehen. Hinter der Ladestraße sind es drei Gleise, die hauptsächlich zum Abstellen von nicht benötigten Wagen genutzt werden.

### Personenbahnhof

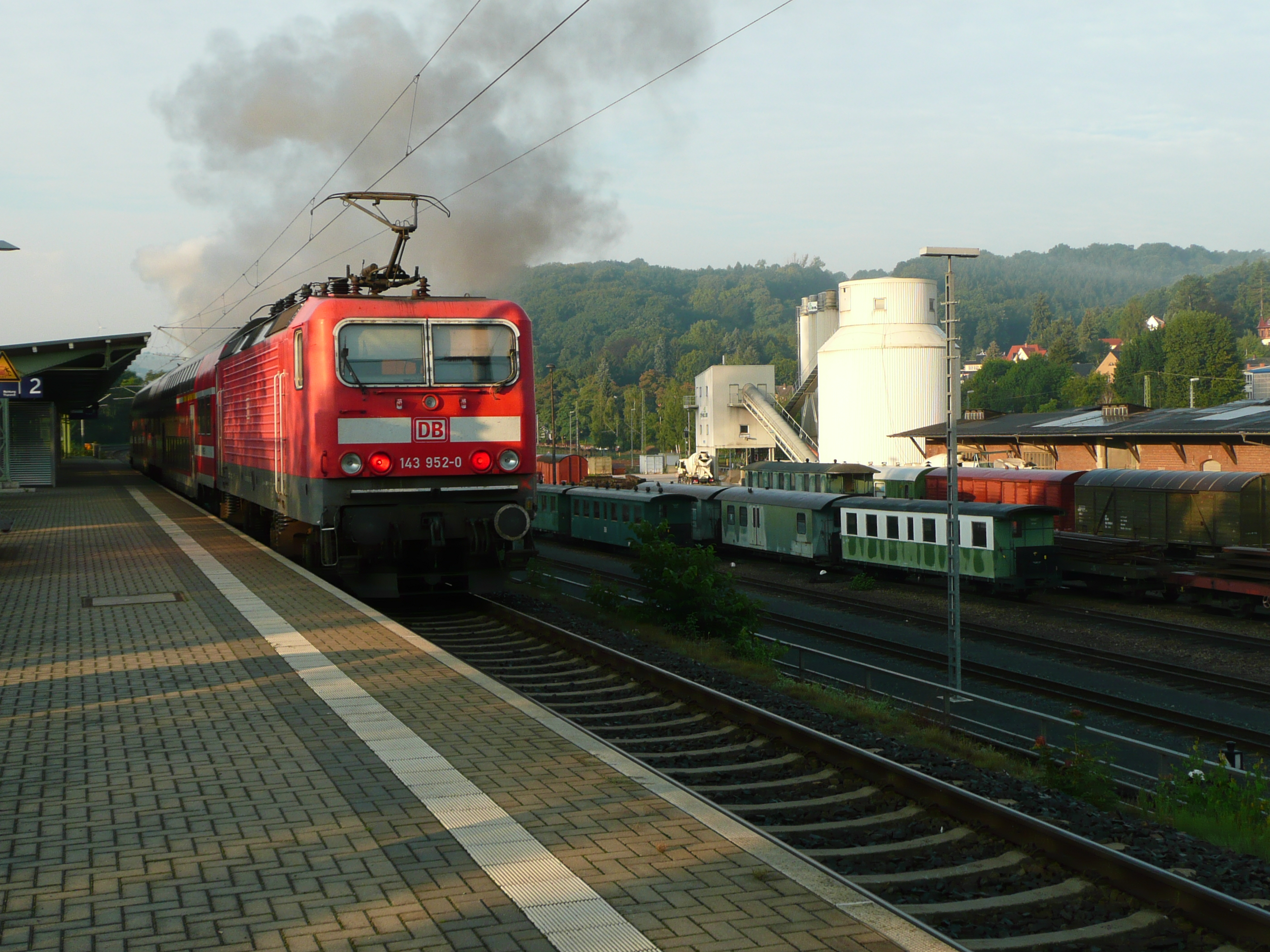
Blick auf dem Personenbahnsteig des Bahnhofes Freital-Hainsberg

Ursprünglich befand sich der Personenbahnhof mit dem Güterbahnhof vereinigt auf der Nordseite des Bahnhofkomplexes. Nachdem die Bahnanlagen umgestaltet wurden, bekam der Personenteil zwei Bahnsteiggleise auf der Südseite des Bahnhofes. Seit dem Umbau ist der Normalspur-Personenbahnhof ein Haltepunkt, er hat keine Weiche. Die Zahl der Gleise entsprach den Personenzuggleisen der Bahnstrecke Dresden–Werdau. Der Bahnhof war nach 1905 mit einem Fahrdienstleiter besetzt. Er saß im Empfangsgebäude. Die Informationen der Reisenden auf dem Bahnsteig wurden mit einem Sprachrohr realisiert.
Der Bahnhof erhielt sein heute noch vorhandenes Empfangsgebäude. Dieses beinhaltete umfangreiche Räume für die Reisendenabwicklung und Warteräume mit Schankraum. Zu den höher gelegenen Bahnhofsgleisen führten über einen Personentunnel Aufgänge zu dem Bahnsteig. Ebenfalls zu diesem bestand die Möglichkeit des Transportes von Gepäck über einen Gepäcktunnel und einem Aufzug. Getrennt gab es einen Aufzug für Gepäck und Post.
Heute stehen die Räumlichkeiten des Bahnhofes leer. Lediglich der Zugang, der Eingangsbereich und die Halle werden wegen des Personentunnels zu den Gleisen der Normal- und Schmalspurbahn benutzt. Der Gepäcktunnel ist zugemauert. Der Personentunnel erhielt neu installierte Aufzügen zu den Bahnsteigen. Seit dem 14. September 2015 gibt es im Empfangsgebäude wieder eine Fahrkartenagentur für die Züge der Schmalspurbahn.

### Schmalspurbahnhof

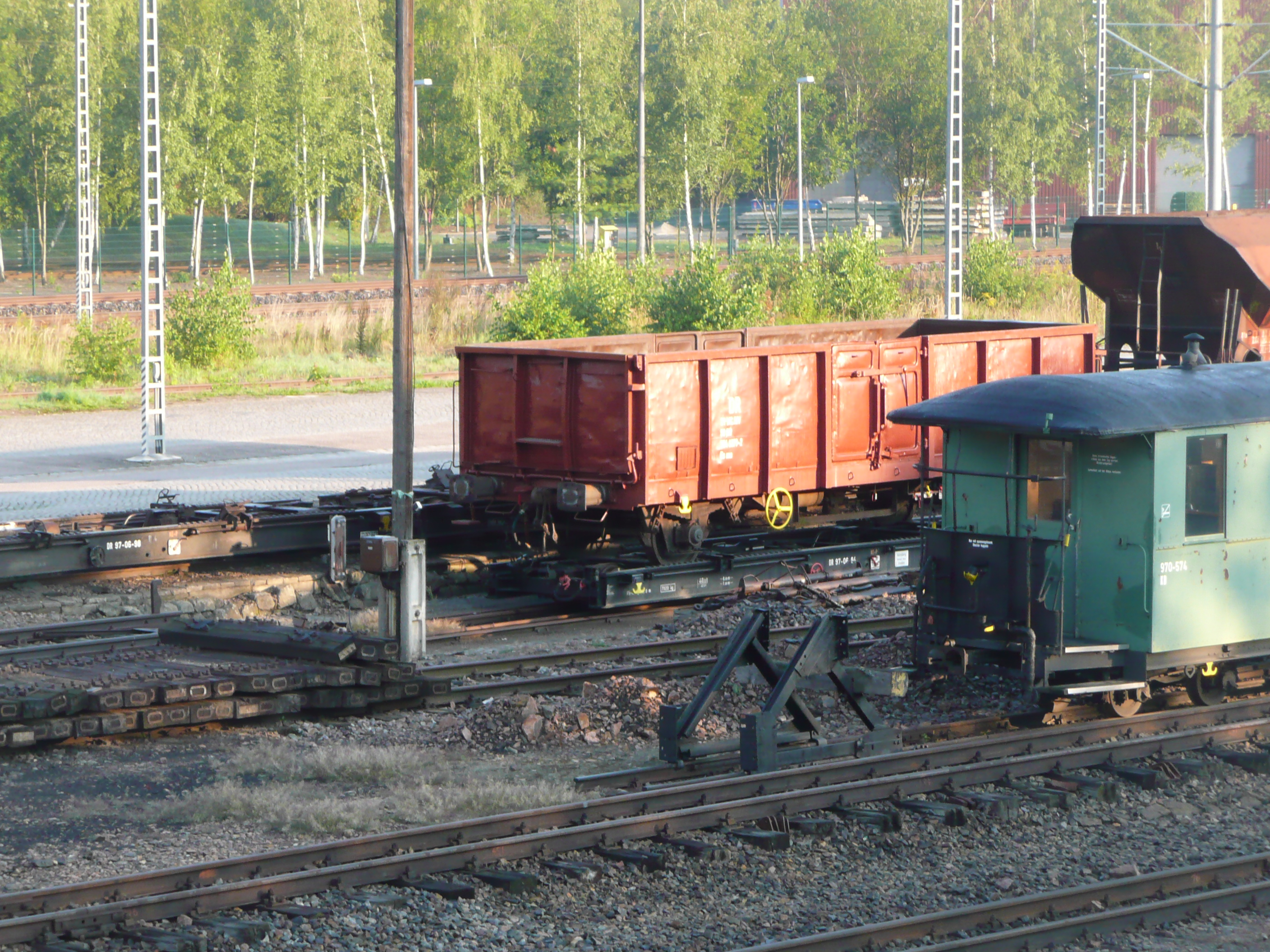
Blick auf die Rollwagengrube des Bahnhofes Freital-Hainsberg

Ursprünglich bestand der Schmalspurbahnhof auf dem Niveau der Potschappel-Hainsberger Verbindungsbahn. Die Weißeritztalbahn kreuzte die Tharandter Straße niveaugleich. Seit dem Bahnhofsumbau befindet sich der Schmalspurbahnhof auf dem Höhenniveau der Güterzuggleise des Bahnhofs und erhielt zwei Bahnsteiggleise und zwei weitere Hauptgleise für den Gütertransport, Langholzumladerampe, Umladebühne, Umladehalle, Gleisanschluss an Güter-, Kohle- sowie Lokschuppen, Rollbockgrube und Überladerampe für Betriebsmittel auf die Normalspur. 
Während der Umgestaltung des Bahnhofes muss es zu unterschiedlichen Zugabfertigungen gekommen sein. So wurden die Züge im neuen Bahnhof zusammengestellt, im alten Bahnhof stiegen die Reisenden zu. Durch die sich ständig ändernden Betriebsbedingungen kamen die Bauarbeiten nie zum Erliegen. So entstand mit der Neugestaltung des Bahnhofes eine Verbindung zu dem Schmalspurbahnhof Freital-Potschappel über die Potschappel-Hainsberger Verbindungsbahn. Es wurde eine Rampe für den Viehtransport erstellt. In diesem Zusammenhang entstand neben dem Lokschuppen eine gemischtspurige Wagenentseuchungsanlage. Die Rollbockgrube wurde in eine Rollwagengrube umgewandelt.
Da die Weißeritztalbahn schon in den 1970er Jahren in dem Erhaltungsprogramm von Schmalspurbahnen in der DDR aufgenommen wurde, gab es auf ihr bis 1994 Güter- und bis 2002 Personenverkehr, was die Bahnanlagen des Schmalspurbahnhofes mit beeinflusste. Lediglich das Hochwasser im August 2002 sorgte für eine mehrjährige Betriebsruhe im Bahnhof.
Seit 2003 besteht keine Möglichkeit mehr des Transportes der Schmalspurwagen zur WAS Freital Potschappel über die Potschappel-Hainsberger Verbindungsbahn, da die Deutsche Bahn beim Wiederaufbau der Freitaler Gleisanlagen auf diese Verbindung verzichten wollte. Die zur Reparatur anfallenden Wagen müssen seit der Zeit mit dem Tieflader an die Wagenausbesserungsstelle Potschappel transportiert werden. Seit Dezember 2008 gibt es wieder Personenverkehr auf der Weißeritztalbahn.
In den Jahren 2018 und 2019 errichtete die SDG neben dem denkmalgeschützten Schmalspurlokomotivschuppen eine neue Werkstatt für ihre Lokomotiven und Wagen.

## Lokbahnhof Hainsberg

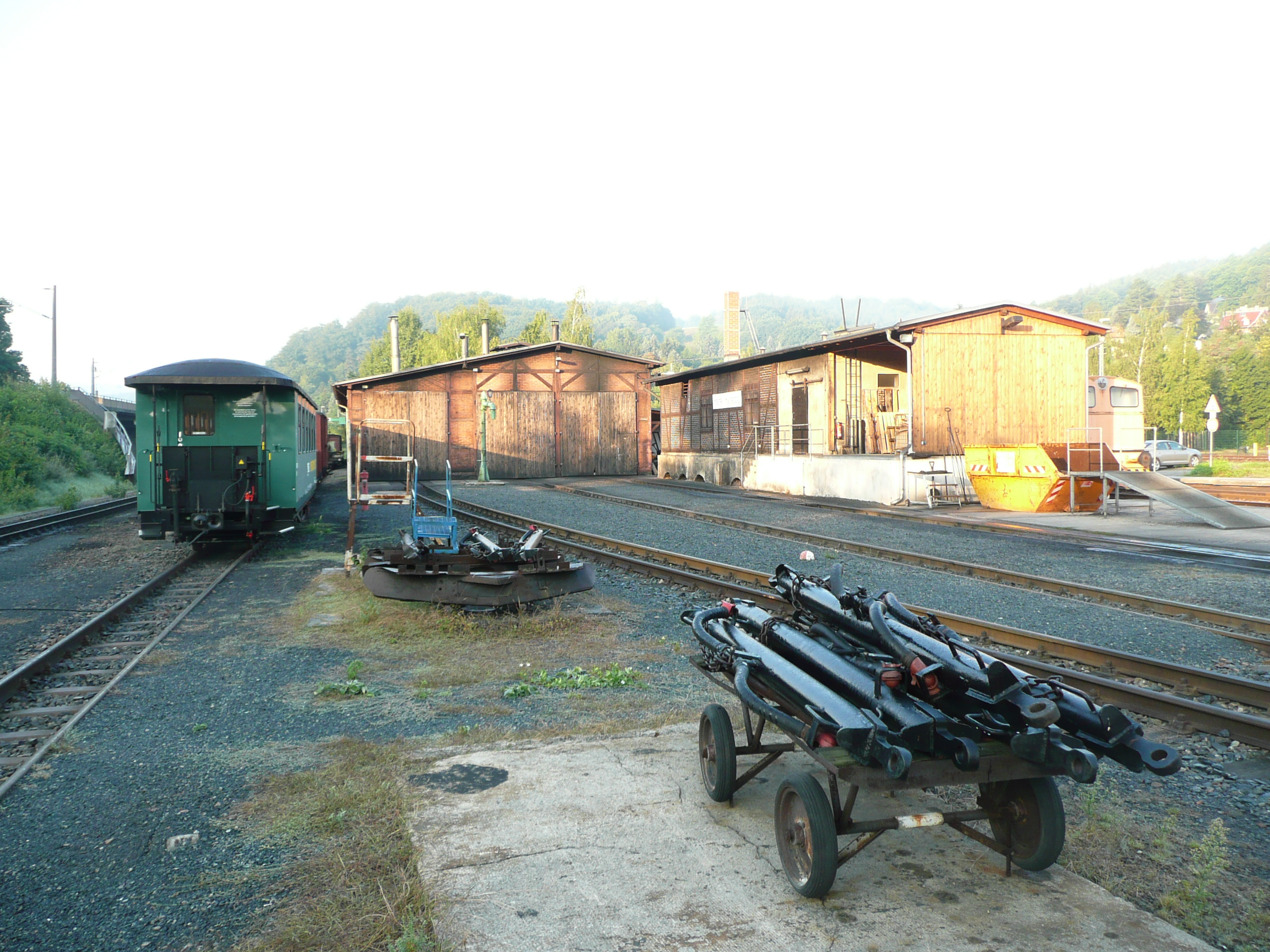
Blick auf den Lokschuppen und den Kohleschuppen des Bahnhofes Freital-Hainsberg

Einen Lokschuppen und die dafür notwendigen Lokbehandlungsanlagen gab es im Bahnhof Freital-Hainsberg nur bei der Schmalspurbahn. Normalspurlokomotiven konnten in Hainsberg lediglich Kohle bunkern und Wasser fassen. Ursprünglich stand der Lokschuppen an der Ostseite des Bahnhofes Freital-Hainsberg. Seit dem Bahnhofsumbau und der Höherlegung der Gleise befindet er sich auf der Westseite des Bahnhofes. Ursprünglich war er als vierständiger Schuppen gebaut worden. Ab 1910 wurde der Lokschuppen um ein Gleis erweitert, sodass er daraufhin sechs Stände umfasste. Die Bekohlung geschah damals noch über eine Bühne von dem Kohleschuppen aus. Durch den umfangreichen Fahrzeugbedarf auf der Weißeritztalbahn besonders während des Wintersportverkehrs machte eine nochmalige Vergrößerung des Lokschuppens vonnöten. Diese wurde durch eine Verlängerung erreicht, sodass er neun Stände und seine heutige Form bis zur Gleisüberführung der Personenzuggleise hatte. 1931 wurde der Lokschuppen noch aufgestockt, um Platz für Spinde für die Lokmannschaften zu bekommen. Die Bekohlung der Lokomotiven wurde 1960 bedienerfreundlich auf einen Kohlekran umgestellt. Seither werden die Lokomotiven durch kranbare Hunte mit Kohlen befüllt, die ihrerseits aus einem Sammelbehälter befüllt werden. Der Sammelbehälter wird aus einem Kohlebansen mit einem Bagger gefüllt. Zur Bekohlung können Lokomotiven sowohl von der Schmalspur- als auch von der Normalspurseite an den Kohlekran heranfahren.
Lokomotiven zur Behandlung im Ausbesserungswerk wurden bis zur Betriebseinstellung der Schmalspurbahn Freital-Potschappel–Nossen ausschließlich im Bahnhof Freital-Potschappel, Wagen ausschließlich im Bahnhof Freital-Hainsberg verladen. Seither geschieht beides hier.

### Stationierte Lokomotiven

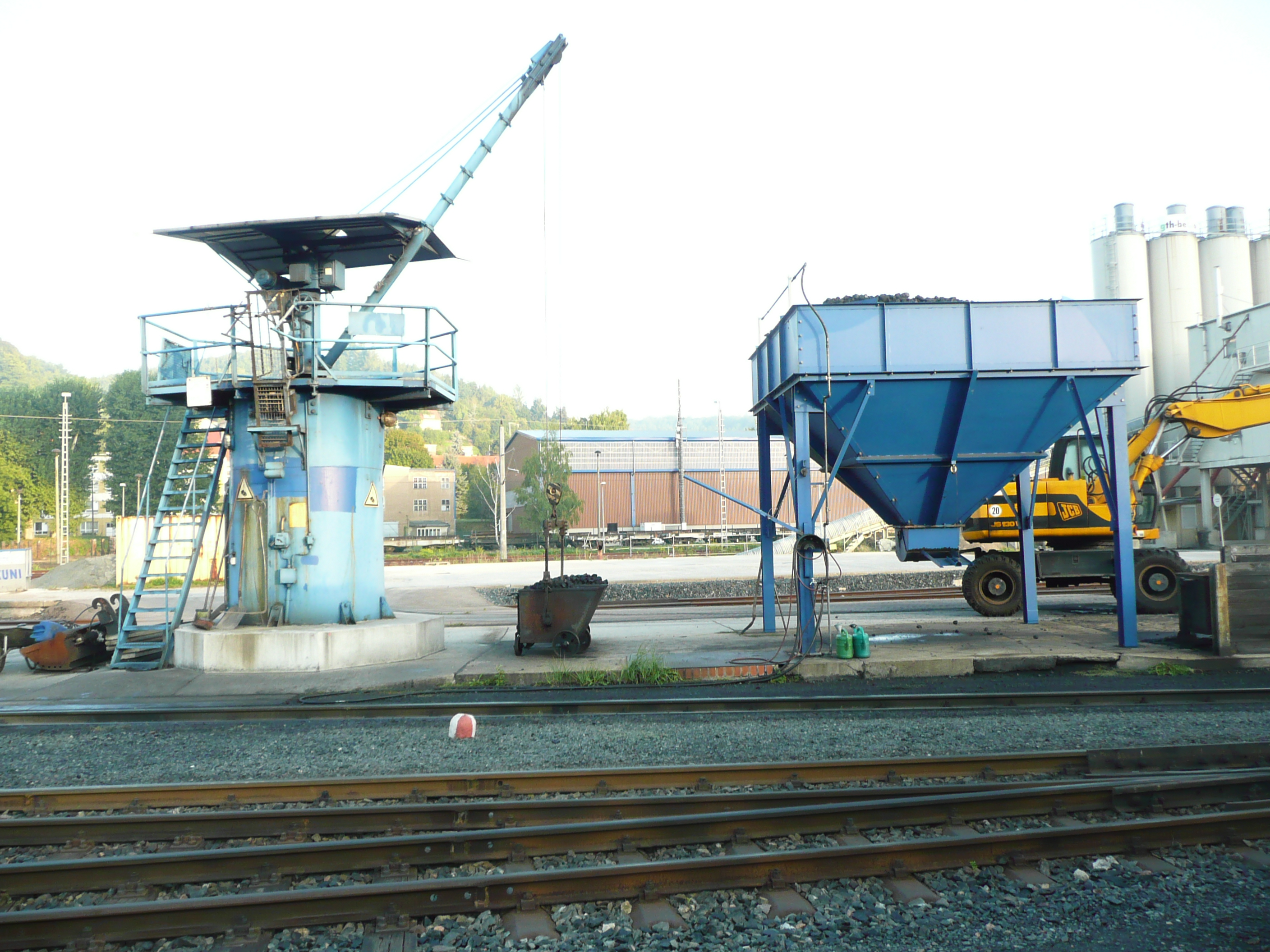
Blick auf die Lokbekohlungsanlagen des Bahnhofes Freital-Hainsberg

## Verkehr

### Normalspur
Vom Charakter her war der Bahnhof schon immer ein Spurwechselbahnhof, wobei eine größere Anzahl an Reisenden und Gütern zwischen den Spurweiten ausgetauscht wurden. Ansonsten hatte der Bahnhof nur die Bedeutung eines Durchgangsbahnhofes ohne bedeutende Anzahl an Verkehrshalten. Der Bahnhof hatte früher eine geringere Bedeutung als der Bahnhof Freital-Potschappel, heute ist er der bedeutendere, was nicht zuletzt durch die Weißeritztalbahn und den Werkverkehr zu den Stahlwerken unterstrichen wird. Der Güterverkehr in Richtung Freiberg war bis 1989 noch recht beträchtlich war. Aktuell (2024) verkehren im 60-Minuten-Takt die S-Bahn-Linie S3 Dresden Hbf–Tharandt und die Regionalbahn-Linie RB30 Dresden Hbf–Zwickau (Sachs) Hbf durch den Bahnhof, so dass sich in Richtung Dresden ein annähernder Halbstundentakt ergibt (29/31-Minuten-Intervall). In Richtung Freiberg (Sachs) besteht ein 26/34-Minuten-Intervall.
Dagegen hat der Güterverkehr stark abgenommen. Täglich erreicht ein Güterzug für das Stahlwerk den Bahnhof, gelegentlich werden Kohlewagen entladen. Auch die Zementanlage bekommt gelegentlich Anlieferung durch die Eisenbahn.

### Schmalspur

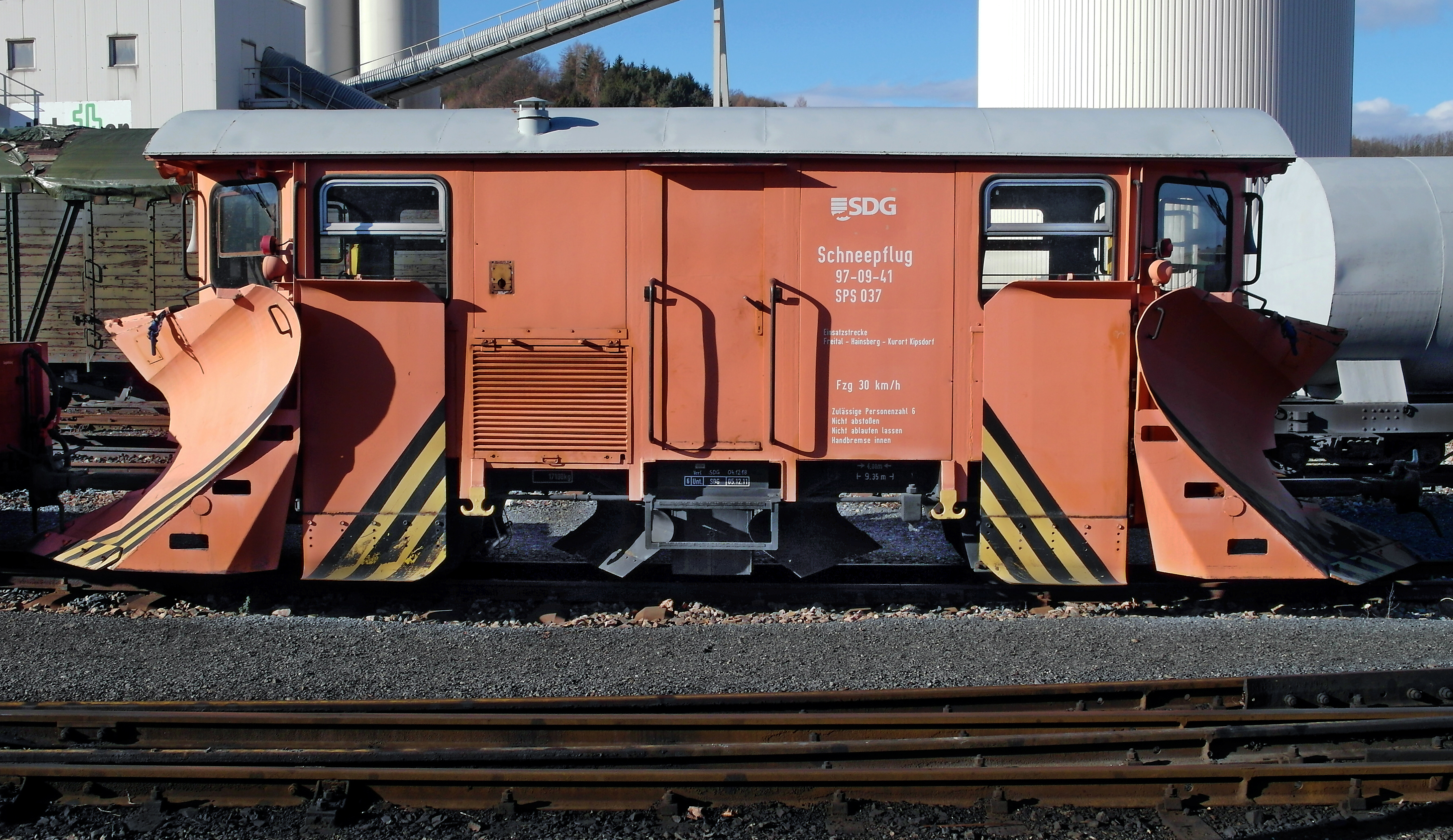
750 mm Schmalspur-Schneepflug

Vom ersten Tag an war die Weißeritztalbahn ein von der Bevölkerung und der Industrie viel gefragtes Verkehrsmittel, der Zuwachs des Betriebes lässt sich am besten an den benötigten Lokomotiven und der Vergrößerung der Lokschuppen in Freital-Hainsberg absehen. Im Güterverkehr waren es besonders Kohle- und Holztransporte sowie Beförderungen zu den Stahlwerken in Schmiedeberg, die die Eisenbahn in Anspruch nahmen. Dem zunehmenden Straßenverkehr auf der B 170 konnte die Weißeritztalbahn noch erfolgreich widerstehen, 1994 kam er zum Erliegen. Die Rollwagengrube ist noch intakt, sodass jederzeit ein Wiederaufleben des Güterverkehrs möglich wäre.
1882 verkehrten drei Paar Personenzüge von dem Bahnhof Hainsberg. 1898 waren es schon acht Personenzüge, die von Hainsberg aus verkehrten, wobei die Hälfte von ihnen sonn- und feiertags verkehrte. Hier wird große Bedeutung der Bahnlinie für den Ausflugs- und Touristikverkehr deutlich. Beim Bau der Talsperre Malter wird der Verkehr nochmals zugenommen haben, es liegen keine Kursbuchangaben vor.
1953 verkehrten neun Paar Züge vom Bahnhof Hainsberg ab. Die starke Auslastung der Schmalspurtrasse setzte sich bis 1989 fort, danach war ein Fahrgasteinbruch zu verzeichnen. 2022 verkehren täglich drei Personenzugpaare von Freital-Hainsberg bis Dippoldiswalde, davon zwei weiter bis Kurort Kipsdorf.